# Ejnar Mikkelsen
Ejnar Mikkelsen (Brønderslev, 23 dicembre 1880 – Copenaghen, 1º maggio 1971) è stato un esploratore e scrittore danese.
È famoso soprattutto per le sue spedizioni in Groenlandia.

## Biografia

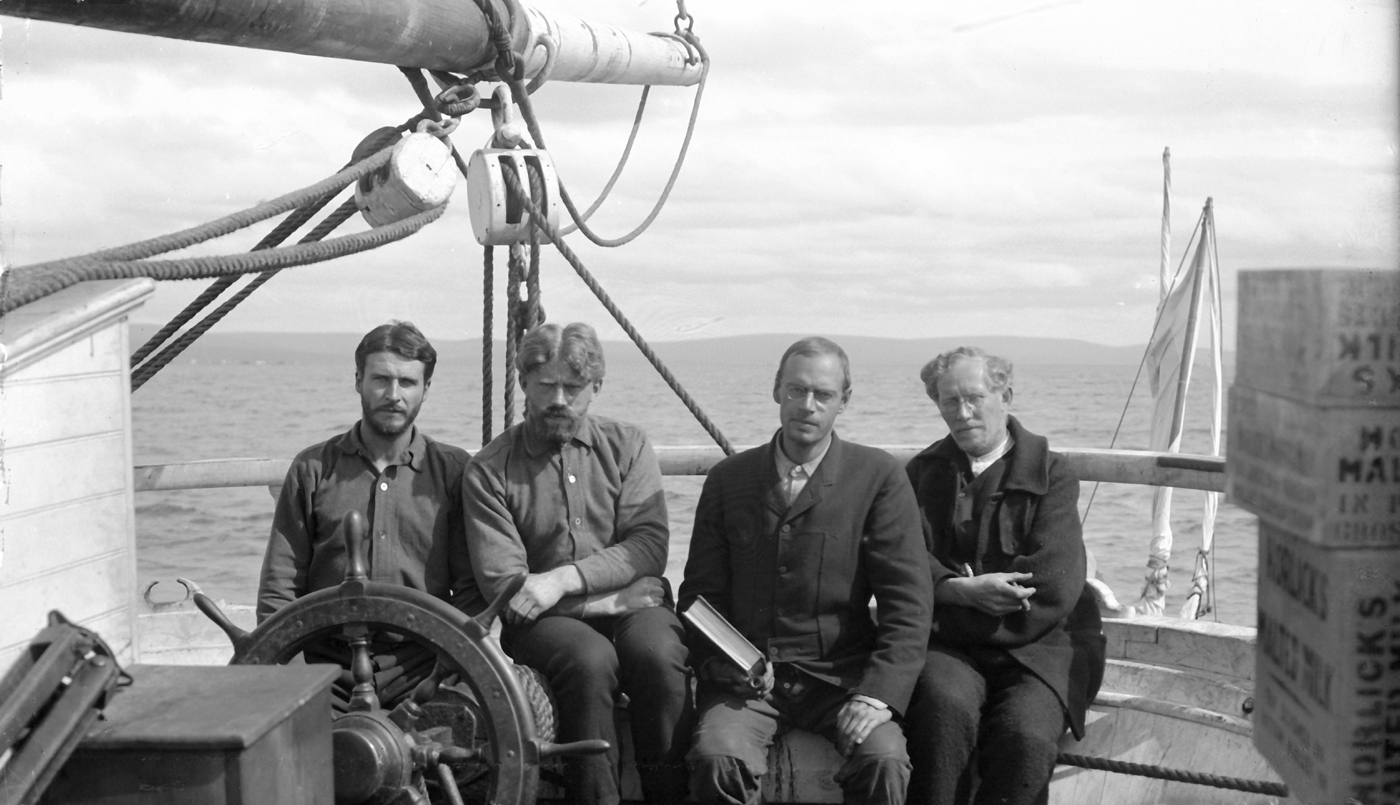
Gruppo della spedizione polare anglo-statunitense (1906): Ernest de Koven Leffingwell (sinistra), capitano Ejnar Mikkelsen, G.P. Howe, Ejnar Ditlevsen

Nacque a Vester Brønderslev, Jutland. Partecipò alla spedizione di Georg Carl Amdrup nella Terra di Re Cristiano IX, Groenlandia dell'est (1900), ed alla spedizione Baldwin-Ziegler nella Terra di Francesco Giuseppe (1900–1902).
Con Ernest de Koven Leffingwell organizzò la spedizione polare anglo-statunitense che passò l'inverno al largo dell'isola di Flaxman, Alaska, nel 1906-1907. Persero la loro nave, ma viaggiando sul ghiaccio con una slitta trovarono la piattaforma continentale del mar Glaciale Artico, 105 km al largo della costa, dove nel giro di 3 km il mare aumentò la profondità da 50 a oltre 690 metri.
Durante una spedizione per la mappatura della costa nordorientale della Groenlandia, per il recupero dei corpi di Mylius-Erichsen e del tenente Høeg Hagen e dei loro diari, Mikkelsen passò l'inverno 1909-1910 sull'isola di Shannon, in Groenlandia dell'est. La sua nave in legno, la Alabama, fu bloccata dai ghiacci di Shannon e, mentre stava esplorando, il resto del gruppo tornò a casa a bordo di una baleniera. Rimasto solo col suo ingegnere, Iversen, Mikkelsen effettuò con successo alcuni viaggi in slitta per recuperare i diari perduti e per smentire l'esistenza del canale di Peary.
I due esploratori tornarono a Shannon dove scoprirono che il resto del gruppo era fuggito ma, dopo aver salvato travi e tavole, eressero un piccolo cottage. Mikkelsen e Iversen passarono due inverni sul posto prima di venire salvati, in punto di morte, da una baleniera norvegese nell'estate del 1912. Il cosiddetto cottage Alabama rimase intatto, e fu fotografato dalla nave danese Ejnar Mikkelsen nel settembre 2010.
Nel 1924 guidò una spedizione per colonizzare quello che poi divenne Scoresbysund.
Nel 1970, il giorno del suo 90º compleanno, si tenne per lui un tributo nazionale in Danimarca; morì a Copenaghen pochi mesi dopo, il 1º maggio 1971.
Nel 2009 la marina reale danese battezzò il secondo pattugliatore di classe Knud Rasmussen HDMS Ejnar Mikkelsen.

## Opere
- Conquering the Arctic Ice (Londra, 1909)
- Lost in the Arctic (1913) Vi si raccontano alcune delle sue spedizioni in Groenlandia
- Mylius-Erichsen's Report on the Non-Existence of Peary's Channel (1913)
- Tre Aar paa Grønlands Østkyst (1914)
- Norden for Lov og Ret, a story (1920) 
  - translated as Frozen Justice (1922)
- John Dale, un romanzo (1921)
- Two Against the Ice, romanzo, con prefazione di Lawrence Millman (Steerforth Press, 2003)
- Against the Ice, film (2022)